# Ermita de San Fructuoso (Lamiña)
La ermita de San Fructuoso de Lamiña (Cantabria, España) es un templo de estilo barroco del siglo XVIII construido sobre un monasterio altomedieval previo. En el interior, integradas en la fábrica actual, destacan dos columnillas con capiteles decorados de arte prerrománico. El banco del porche de la ermita es una tapa de sarcófago que presenta decoración simple, a base de círculos, que conforman toda la pieza. En la parte central posee una inscripción.
La pieza más destacada es un sarcófago profusamente decorado de los siglos VIII o IX con una decoración en relieve. En el frente de los pies aparece una cruz de tipo asturiano con astil en la base. En los laterales, dos bandas horizontales, la superior con esvásticas encerradas en círculos, y la inferior con cuadrados de lados curvos encerrados también en círculos. La tapadera, de sección trapezoidal, posee en los pies y la cabecera un relieve cuadrado de lados curvos encerrado en círculo, y en el lateral una banda lateral de idénticos motivos. La parte superior de la tapa lleva una banda con elementos geométricos flanqueada por sendos baquetones sogueados. Los motivos decorativos ponen en relación esta pieza con el arte asturiano.
En torno al oratorio se excavaron algunos enterramientos de tumbas de lajas pertenecientes a una necrópolis altomedieval. Con el paso del tiempo algunos de los sarcófagos existentes fueron reaprovechados en construcciones cercanas, como en la Fuente de Arriba de Lamiña, donde se puede apreciar el uso de uno de ellos como bebedero para el ganado.
- Datos: Q18285913